# Tam cương ngũ thường
Tam cương ngũ thường (chữ Hán: 三綱五常) là hệ thống nguyên tắc luân lý cơ bản trong triết học Nho giáo,  xuất hiện lần đầu tiên vào thời Tây Hán, do Đổng Trọng Thư đề xuất. Hệ thống này bao gồm "Tam cương" và "Ngũ thường", có nghĩa là ba mối quan hệ chính và năm đức hạnh thường hằng mà con người phải có. Đây được coi là nền tảng đạo đức – xã hội quan trọng trong tư tưởng Nho giáo truyền thống, giữ vai trò định hướng hành vi và quy phạm trật tự xã hội ở các nước Á Đông chịu ảnh hưởng Nho giáo. Tổng thể hai khái niệm này cũng thường được gọi chung là "cương thường".

## Định nghĩa
Tam cương có nghĩa là "ba mối quan hệ cốt lõi" trong xã hội xưa, gồm: quan hệ giữa vua và bề tôi, cha và con, chồng và vợ. Trong mỗi mối quan hệ này, người đứng trước giữ vai trò chủ đạo, còn người đứng sau phải phục tùng và kính trọng. Về sau, ba mối quan hệ này được xem là trụ cột của xã hội tông pháp Trung Quốc cổ đại. Nho gia diễn đạt Tam cương bằng công thức: 
君為臣綱，父為子綱，夫為妻綱。

Vua là giềng mối của bề tôi, cha là giềng mối của con, chồng là giềng mối của vợ— Ban Cố, Bạch hổ thông

Ngũ thường có nghĩa là "năm đạo lý luôn phải giữ gìn", gồm: Nhân (lòng nhân ái, thương người), Nghĩa (lẽ phải, chính trực), Lễ (lễ phép, tôn trọng quy tắc), Trí (sự hiểu biết, trí tuệ), Tín (giữ chữ tín, đáng tin cậy). Nho giáo xem đây là những phẩm chất đạo đức quan trọng, là thước đo để mỗi người tự rèn luyện bản thân. Thuật ngữ "Ngũ thường" xuất phát từ quan niệm rằng năm đức tính này là những giá trị không đổi, luôn cần có ở người có đạo đức.
Nếu Tam cương nhấn mạnh trật tự xã hội thông qua các mối quan hệ, thì Ngũ thường tập trung vào việc rèn luyện đạo đức cá nhân theo các nguyên tắc chung. Trong hệ thống tư tưởng Nho giáo, "cương" nghĩa là kỷ cương, giềng mối, còn "thường" nghĩa là những giá trị bền vững, bất biến. Sự kết hợp của cương – thường tạo nên những quy tắc luân lý cơ bản, định hướng suy nghĩ và hành động của con người trong xã hội.

## Lịch sử phát triển
Các tư tưởng hình thành nên Tam cương ngũ thường đã manh nha từ thời Tiên Tần, nhưng khái niệm Tam cương ngũ thường với đầy đủ nội dung chỉ bắt đầu được định hình rõ ràng vào thời Tây Hán. Khổng Tử nhấn mạnh vai trò của đạo đức trong việc trị nước và giữ gìn trật tự xã hội, nhưng chưa trực tiếp dùng thuật ngữ "Tam cương, Ngũ thường". Học thuyết của ông xoay quanh đức Nhân (lòng nhân ái) và các đức tính nền tảng khác như Lễ, Trí, Dũng. Ông cũng đề cập đến Ngũ luân (năm mối quan hệ xã hội cơ bản): "Phụ tử hữu thân, quân thần hữu nghĩa, phu phụ hữu biệt, huynh đệ hữu tự, bằng hữu hữu tín", nghĩa là cha con thì có tình thân, vua tôi thì có nghĩa, vợ chồng có phân biệt, anh em có thứ tự, bạn bè có sự tin cậy. Tư tưởng về năm quan hệ này đặt nền móng cho quan niệm luân lý Nho giáo, trong đó ba mối quan hệ đầu (vua tôi, cha con, vợ chồng) được coi là hệ trọng nhất.
Mạnh Tử, người nối tiếp Khổng Tử, đã phát triển thêm các luận điểm về tính thiện trong bản tính con người. Ông đề xướng thuyết "Tứ đoan" (bốn mầm thiện), từ đó xác lập bốn đức hạnh cốt lõi là Nhân, Nghĩa, Lễ, Trí. Bốn đức này thường được gọi là "Tứ đức" trong tư tưởng Mạnh Tử, và được xem như các chuẩn mực đạo đức cơ bản nhất phản ánh bản tính lương thiện bẩm sinh của con người. Tuy nhiên, thời Mạnh Tử, khái niệm Tín vẫn chưa được đưa vào nhóm đức hạnh chính.
Đến thời Tây Hán, học giả Đổng Trọng Thư mới chính thức kết hợp các quan niệm trên thành học thuyết Tam cương Ngũ thường hoàn chỉnh. Trong bộ sách Xuân Thu phồn lộ (春秋繁露), Đổng Trọng Thư đã đề xuất rõ "Tam cương" gồm ba mối quan hệ quân-thần, phụ-tử, phu-thê với yêu cầu tuyệt đối phục tùng của bề tôi, con cái, người vợ đối với vua, cha, chồng. Ông đồng thời nhấn mạnh vai trò nêu gương đạo đức của người đứng đầu trong mỗi quan hệ ấy (vua, cha, chồng phải là mẫu mực về đạo đức cho bề dưới). Về Ngũ thường, Đổng Trọng Thư kế thừa bốn đức Nhân, Nghĩa, Lễ, Trí của Mạnh Tử và bổ sung thêm đức Tín làm hoàn thiện hệ thống năm đức hạnh cơ bản của Nho giáo. Việc đưa thêm yếu tố "Tín" đã được Đổng Trọng Thư luận chứng và khẳng định trong bối cảnh ông xây dựng học thuyết "đức trị" (trị nước bằng đạo đức) thời Hán. Từ đây, thuật ngữ "Ngũ thường" (nhân, nghĩa, lễ, trí, tín) mới được chính thức nêu ra và trở thành quan niệm đạo đức căn bản của xã hội phong kiến Trung Quốc.
Sau Đổng Trọng Thư, học thuyết Tam cương Ngũ thường được các triều đại chấp nhận và phát triển thành hệ ý thức thống trị. Thời Đường – Tống, Nho giáo (đặc biệt là Lý học Tống Minh) tiếp tục đề cao cương thường như trụ cột luân lý xã hội, kết hợp với thuyết thiên lý và lễ giáo để củng cố trật tự phong kiến. Các nhà Lý học đời Tống – Minh như Chu Hi vẫn nhấn mạnh ngũ thường là những phẩm chất đạo đức phổ quát của con người, đồng thời phân tích sâu hơn mối quan hệ giữa các đức. Ở giai đoạn này, đã có sự đồng thuận rộng rãi rằng năm đức Nhân, Nghĩa, Lễ, Trí, Tín là quan trọng bậc nhất, chi phối mọi hành vi đạo đức của người quân tử.
Bước vào cận đại và hiện đại, khi các trật tự cũ lung lay và phương Tây du nhập tư tưởng mới, quan niệm Tam cương ngũ thường dần bị thách thức. Ở Trung Quốc, các nhà cải cách cuối thế kỷ 19 như Khang Hữu Vi từng tìm cách diễn giải lại Nho giáo cho phù hợp thời đại, nhưng phong trào Ngũ Tứ (1919) và những người như Trần Độc Tú, Lỗ Tấn đã kịch liệt phê phán đạo đức "cương thường" mà họ cho là trói buộc, kìm hãm xã hội Trung Hoa. Tại Việt Nam, từ đầu thế kỷ 20, các sĩ phu duy tân và sau này là các trí thức Cộng hòa, Mác-xít cũng phê phán nặng nề những hủ tục và tư tưởng phong kiến, trong đó có tam cương và đạo "trọng nam khinh nữ" của Nho giáo. Dù vậy, một bộ phận xã hội vẫn tiếp tục duy trì hoặc tôn trọng một số giá trị Ngũ thường như trọng chữ tín, đề cao nhân, nghĩa, lễ, xem đó là các giá trị đạo đức truyền thống cần giữ gìn. Nhìn chung, từ giữa thế kỷ 20 trở đi, vai trò chi phối của Tam cương ngũ thường trong đời sống xã hội đã suy giảm nhiều, nhường chỗ cho các hệ giá trị hiện đại hơn, tuy ảnh hưởng văn hóa của nó chưa hoàn toàn biến mất.

## Ảnh hưởng
Tam cương Ngũ thường đã có ảnh hưởng sâu rộng đến đời sống văn hóa – xã hội Trung Quốc, Việt Nam và nhiều quốc gia Đông Á trong hàng ngàn năm. Tại Trung Quốc, từ thời Tây Hán, hệ tư tưởng "cương thường" trở thành trụ cột của trật tự phong kiến. Các triều đại quân chủ coi đó là cơ sở để củng cố quyền lực và ổn định xã hội: trung quân, hiếu thân, tiết nghĩa trở thành những giá trị đạo đức cốt lõi được ca ngợi. Giáo dục và khoa cử bắt buộc người học phải thông hiểu và noi theo cương thường; luật pháp phong kiến cũng dựa trên cương thường để định tội. Chẳng hạn, tội khi quân hoặc đại bất hiếu đều bị xử nghiêm theo quan niệm vi phạm luân thường đạo lý. Bên cạnh đó, Ngũ thường thấm nhuần trong sinh hoạt thường nhật: lý tưởng người quân tử thời xưa là hội đủ nhân, nghĩa, lễ, trí, tín; người dân thì lấy những tiêu chuẩn đó để tự răn mình (qua các câu tục ngữ như "ở hiền gặp lành", "thủ tín đãi nhân"...)
Trong đời sống gia đình truyền thống Trung Hoa, Tam cương được phản ánh rõ qua mô hình gia trưởng phụ quyền: người cha/người chồng là chủ gia đình, con cái và phụ nữ giữ phận dưới. Hệ tư tưởng này đề cao vai trò nam giới ("trọng nam khinh nữ"), coi sự phục tùng của con cái, phụ nữ đối với trưởng bối là lẽ thường. Quan hệ phụ tử và phu thê theo Nho giáo được xây dựng trên nền tảng đạo hiếu và tam tòng: con vâng lời cha mẹ, vợ nghe chồng và khi nhỏ theo cha, goá theo con trai. Những chuẩn mực như "phụ xướng, phụ tùy" (chồng nói vợ nghe) hay "quân xử thần tử, thần bất tử bất trung" (vua bảo bề tôi chết, không chết là bất trung) đã ăn sâu vào nếp nghĩ và được tán dương trong văn hóa truyền thống. Mặc dù mang tính áp đặt tôn ti, những quan niệm này từng được xem là cần thiết để duy trì sự ổn định của gia đình và xã hội xưa.
Tại Việt Nam, ảnh hưởng của Tam cương Ngũ thường cũng rất đậm nét từ văn hóa cung đình đến sinh hoạt dân gian. Trong suốt thời kỳ quân chủ, đó là hệ chuẩn mực đạo đức chính thống, được truyền bá thông qua giáo dục Nho học và hương ước làng xã. Trẻ em học Tam tự kinh, Tứ thư, Ngũ kinh đều được dạy về đạo hiếu, đạo trung và các gương Nhân Nghĩa. Các áng văn học như Gia huấn ca cũng khuyên răn con người sống theo luân thường đạo lý. Tư tưởng "quân – sư – phụ" (vua, thầy, cha) là ba đấng đáng tôn kính tuyệt đối, hay quan niệm "nhất nam viết hữu, thập nữ viết vô" (một con trai cũng tính là có, mười con gái cũng coi như không) cho thấy dấu ấn của Nho giáo trong nếp nghĩ người Việt. Trong gia đình truyền thống Việt Nam, người cha giữ vai trò trụ cột và quyết định mọi việc lớn (gia trưởng), con cháu vâng lời theo thứ bậc trên dưới; phụ nữ được dạy phải công-dung-ngôn-hạnh, tam tòng tứ đức để phụng sự gia đình. Nhiều tục lệ và lễ nghi (như lễ gia tiên, tang ma, cưới hỏi) đặt nặng chữ Lễ và bổn phận theo trật tự họ hàng, đều phản ánh triết lý cương thường.